# Battaglia di Cherbourg (1864)
La battaglia di Cherbourg è stata un'operazione navale della guerra di secessione americana durante la quale la USS Kearsarge, della marina nordista, affondò la nave da guerra confederata CSS Alabama nelle acque al largo di Cherbourg (in Francia).

## Contesto
L'11 giugno 1864, dopo cinque raid contro imbarcazioni commerciali nell'Oceano Atlantico, il capitano della CSS Alabama Raphael Semmes decise di attraccare nel porto di Cherbourg, in Francia, per delle riparazioni. La nave da guerra confederata aveva un equipaggio di circa 170 uomini ed era armata con sei cannoni da 15 kg, un cannone da 50 kg e uno da 31 kg. 
L’Alabama era inseguita ormai da due anni dalla nave da guerra nordista USS Kearsarge, del capitano John Ancrum Winslow. La Kearsarge, con un equipaggio di circa 150 uomini, era armata con due cannoni Dahlgren, quattro cannoni da 15 kg e un cannone Parrott da 14 kg.
Il 14 giugno 1864 la Kearsarge riuscì finalmente a raggiungere l’Alabama e, invece di attaccarla, preferì bloccare il porto di Cherbourg, dove la nave confederata stava subendo delle riparazioni. Non avendo altra scelta, il capitano Semmes issò la Stars and Bars (la bandiera confederata) e andò all'attacco, scortata dalla Marine nationale francese la quale voleva evitare che ci fossero scontri nel porto di Cherbourg.

## La battaglia
Appena si trovò a 1 000 yarde (900 m) dall’Alabama la Kearsarge sparò il primo colpo. Dopo circa un'ora di cannoneggiamento (durante la quale l’Alabama sparò circa 370 colpi) l’Alabama venne colpita più volte sotto la linea di galleggiamento. Consapevole di non aver speranza di vittoria, Semmes sventolò bandiera bianca e inviò l'unica scialuppa rimasta integra per chiedere soccorso al capitano Winslow.
Una settantina di marinai sudisti vennero soccorsi e fatti prigionieri dalla Kearsarge; altri trenta (tra cui il capitano Semmes e 14 dei suoi ufficiali) vennero salvati dallo yacht britannico Deerhound che, invece di consegnarli a Winslow, li trasse in salvo a Southampton permettendo la fuga di Semmes.

## Conseguenze
L'affondamento del CSS Alabama, che nel corso della guerra aveva distrutto e catturato decine di navi mercanti nordiste nell'Atlantico, generò grande entusiasmo tra i nordisti.

## Curiosità
La battaglia venne raffigurata in due dipinti di Édouard Manet, Le Combat du Kearsarge et de l'Alabama e Le “Kearsarge” à Boulogne, attualmente conservati rispettivamente al Philadelphia Museum of Art e al Metropolitan Museum of Art.